# Нургазиев, Муктар
Муктар Нургазиев — советский хозяйственный, государственный и политический деятель.

## Биография
Родился в 1921 году в селе Конурогуз. Член КПСС.
Участник Великой Отечественной войны. С 1946 года — на хозяйственной, общественной и политической работе. В 1946—1985 гг. — начальник Учтерекского районного статуправления, начальник районного госплана, первый секретарь Учтерекского райкома ЛКСМ Киргизии, первый секретарь Октябрьского, Токтогульского и Фрунзенского райкомов КП Киргизской ССР.
Избирался депутатом Верховного Совета Киргизской ССР 6-го, 7-го, 8-го, 9-го и 10-го созывов.
Умер 9 апреля 2019 года.